# Maciej Szewczyk
Maciej Szewczyk (ur. 31 maja 1989 w Oświęcimiu) – polski hokeista.

## Kariera
- Unia Oświęcim
- HC Slezan Opava (2003–2005)
- HC Havířov (2006)
- SMS I Sosnowiec (2006–2007)
- Unia Oświęcim (2007–2008)
- Naprzód Janów (2008)
- Unia Oświęcim (2008–2010)
- KTH Krynica (2010–2011)
- Zagłębie Sosnowiec (2011–2013)
- HC GKS Katowice (2013-2014)
- Unia Oświęcim (2014-2017)
- GKS Katowice (2017)

Wychowanek Unii Oświęcim. Od czerwca 2013 zawodnik HC GKS Katowice. Od czerwca 2014 ponownie zawodnik Unii. Zwolniony w styczniu 2017. Wkrótce potem został ponownie zawodnik GKS Katowice, z którego odszedł po sezonie 2016/2017.

## Sukcesy
Klubowe
- Złoty medal I ligi: 2009 z Unią Oświęcim

Indywidualne
- Mistrzostwa świata do lat 18 w hokeju na lodzie mężczyzn 2006#I Dywizja Grupa B:
  - Piąte miejsce w klasyfikacji strzelców turnieju: 4 gole[6]
- Mistrzostwa świata do lat 18 w hokeju na lodzie mężczyzn 2007#I Dywizja Grupa B:
  - Szóste miejsce w klasyfikacji asystentów turnieju: 4 asysty[7]
  - Szóste miejsce w klasyfikacji kanadyjskiej turnieju: 7 punktów[8]